# Villerbon
Villerbon település Franciaországban, Loir-et-Cher megyében. Lakosainak száma 832 fő (2022. január 1.). Villerbon Averdon, Cour-sur-Loire, Marolles, Menars, Mulsans, Saint-Denis-sur-Loire és Villebarou községekkel határos.

## Népesség
A település népessége az elmúlt években az alábbi módon változott:
| Lakosok száma | 468  | 660  | 761  | 759  | 794  | 793  | 799  | 810  | 810  | 832  |
|               | 1968 | 1982 | 1990 | 2006 | 2013 | 2015 | 2017 | 2019 | 2020 | 2022 |